# Орр, Джеймс
Джеймс Орр (род. в 1953 году) — канадский режиссёр, сценарист и продюсер кино. В российском прокате наиболее известен сценариями к фильмам «Крутые ребята» и «Действуй, сестра 2», а также постановкой комедий «Господин Судьба» и «Кто в доме хозяин».

## Биография
Уроженец Канады, Джеймс Орр учился в Карлтонском университете журналистики, а затем был студентом киношколы в Йоркском университете в Торонто. В 1977 году он стал первым канадцем, принятым в качестве директора престижного Американского института кино в Лос-Анджелесе.
Был приговорён к трём годам условно за нападение на свою бывшую подругу Фэрру Фосетт. В Лос-Анджелесском Верховном суде судья назначил ему 100 часов общественных работ, посещать консультации программы насилия и заплатить $ 500 в фонд борьбы с насилием.
В 2002 году написал сценарии и снял два документальных фильма: «The Fuente Family: An American Dream», и «Fuente Fuente Opus X: The Making of A Legend». Операторами в этом проекте были Марк Невелдайн и Брайан  Тейлор, которых Орр нанял вскоре после того, как они закончили школу кино. «The Fuente Family: An American Dream» был номинирован как лучший документальный фильм 2004 года на премию Международной академии кино.
Был женат на известной сериальной актрисe Джейми Роуз.